# Ашманов, Игорь Станиславович
И́горь Станисла́вович Ашма́нов (род. 9 января 1962, Москва) — российский предприниматель в сфере информационных технологий, искусственного интеллекта, разработки программного обеспечения, управления проектами. Руководил развитием лингвистического модуля ОРФО русской версии Microsoft Office, семьи электронных словарей «МультиЛекс», спам-фильтра «Спамтест» и др. При его участии была создана система мониторинга и анализа социальных медиа «Крибрум».
Управляющий партнёр, генеральный директор компании «Ашманов и партнёры», инвестор и совладелец десятков других профильных проектов, один из основателей и топ-менеджеров российской IT-индустрии, признанный эксперт в области информационных технологий, интернет-маркетинга, поисковой оптимизации, кандидат технических наук.
Мультимиллионер. В период 2012—2017 являлся сопредседателем «Партии Великое Отечество» Николая Старикова.
С 2023 года, за «распространение российской пропаганды и дезинформацию о войне» находится под санкциями всех стран Евросоюза.

## Биография

### Ранние годы
Родился в Москве 9 января 1962 года в семье математиков.
Отец — уроженец Тамбова Станислав Александрович Ашманов (1941—1994), в то время аспирант Московского государственного университета имени М. В. Ломоносова (МГУ), в будущем — доктор физико-математических наук, профессор факультета ВМиК МГУ, один из ведущих российских специалистов в области математической экономики, автор более 60 научных работ по теории оптимизации и линейному программированию. Мать, Наталья Александровна Березина, и бабушка — также выпускницы мехмата МГУ.
В отроческие годы Игорь занимался в математических кружках при МГУ и художественной школе. В 1978 году окончил математический класс средней общеобразовательной школы № 235 (Москва, ул. Щепкина, 68).

### Образование
По окончании школы поступил в МГУ на механико-математический факультет. Во время обучения специализировался на высшей алгебре. Был отличником, но с тройками по предметам «Политэкономия» и «Уравнения с частными производными», поэтому красного диплома не получил. В 1983 году окончил университет, защитив дипломную работу по теме «Об асферических копредставлениях свободных групп и одной проблеме Филиппа Холла».
В 1985—1987 годах — аспирант кафедры высшей алгебры мехмата МГУ. В апреле 1995 года, защитив диссертацию по теме «Архитектура и промышленная реализация прикладных лингвистических систем», написанную на материалах описаний архитектуры и алгоритмов системы проверки правописания ОРФО, стал кандидатом технических наук. В 2000—2001 годах прошёл курс «MBA. Стратегическое управление» в Высшей школе международного бизнеса Академии народного хозяйства при правительстве России.

### Карьера

#### ВЦ АН СССР
В студенческие годы подрабатывал репетиторством, работал домашним мастером, ретушёром в В/О «Внешторгреклама». На старших курсах университета удавалось этим зарабатывать до 200 советских рублей в месяц. Начал заниматься информационными технологиями в 1983 году, придя стажёром-исследователем в Вычислительный центр Академии наук СССР в отдел искусственного интеллекта. С 1985 года — младший научный сотрудник, научный сотрудник в этом же отделе. Занимался разработкой системы общения на естественном языке, экономическими вычислениями, исследованиями по грантам ГКНТ/Миннауки, РФФИ. Игорь Ашманов вспоминает о ВЦ АН СССР того времени:
Там вокруг всё просто кипело этим искусственным интеллектом и вообще программированием всего нового. В соседней комнате Пажитнов делал «Тетрис», дальше по коридору распознавали речь, ещё дальше — делали Aidstest, на втором этаже делали «Лексикон» и «Мастер», драйвер кириллицы «Бета» и первый электронный словарь «Джинн». Вообще многое делали впервые в стране.

#### «Информатик»
С 1987 года стал разработчиком системы проверки правописания ОРФО в частной компании «Информатик» под руководством Олега Григорьева, отвечая за лингвистическое наполнение системы. В те же годы Ашманов курировал развитие электронного словаря «Контекст», программ подстрочного перевода «Логос», расстановки переносов «Каллиграф», полнотекстового поиска документов «Сфинкс», матричного калькулятора «Жордан».
В дни августовского путча 1991 года почти вся команда создателей ОРФО во главе с Григорьевым эмигрировала в США в Кремниевую долину. В сентябре должен был улететь и Игорь Ашманов, но сдал билеты за две недели до вылета и остался в России, заняв пост руководителя проекта ОРФО.
В 1992 году система ОРФО была лицензирована для корпорации IBM. В 1994 году — выиграла конкурс Microsoft и была включена в состав русской версии флагманского продукта компании Microsoft Office. В 1995 году лицензия на использование библиотек и словарей системы была куплена компанией Microsoft, и Ашманов покинул «Информатик». Он констатировал:
Когда мы продали это Microsoft, стало ясно, что здесь бизнеса больше уже не будет, потому что куда приходит Microsoft, там все складывают вещи и расходятся… Если в Word уже стоит наша проверка правописания, то отдельно её продавать, в общем, смысла большого нет.

#### «МедиаЛингва»
С весны 1995 года Игорь в должности начальника отдела компании «ИСТ» («Информационные системы и технологии») руководил русской частью пятистороннего проекта Европейской комиссии по автоматическому выравниванию параллельных немецко-русских текстов. Этот проект был завершён летом 1997 года.
В 1995 году Игорь Ашманов учредил с партнёром-инвестором дочернюю компанию ИСТ — «МедиаЛингва» — и стал её генеральным директором. Игорь выкупил у издательства «Русский язык» эксклюзивные права на электронные версии всех ключевых словарей, которые тогда существовали, включая «Большой англо-русский словарь». За несколько последующих лет продуктами этой компании стали разработанные Ашмановым электронные словари «МультиЛекс», метапоисковая система «Следопыт» (была внедрена в Microsoft SQL Server 7.0), автоматический аннотатор текстов «Либретто» и др.
Осенью 1999 года основной владелец «МедиаЛингвы» Олег Серебренников решил сменить стратегию её развития, отказавшись от ряда направлений, что не нашло понимания у Ашманова, совладельца. Разногласия касались одного из продуктов компании — «Национальной службы имён», имевшей тогда около 15 тыс. пользователей. Она позволяла при помощи бесплатного плагина-переадресатора вводить в строке браузера доменные имена прямо на естественном языке (например, русском — сейчас подобная функция реализована в виде русскоязычного домена .рф).
Технология была запатентована. Когда аналогичный функционал позже появился в Internet Explorer 6.0 и «МедиаЛингва» выставила претензии Microsoft о нарушении ими патента, те предложили подписать договор о том, что всякий раз при вводе любым пользователем в русифицированный IE (в то время охватывавший около 90 % интернет-аудитории в России) чего-то непохожего на DNS-имя будет выдаваться страница «Национальной службы имён». Однако Серебренников хотел денежного возмещения ущерба от американцев по суду, Ашманов был против.
Попав в ситуацию конфликта акционеров, в декабре Игорь покинул компанию и увёл оттуда свою команду из 15 человек, приняв предложение интернет-холдинга «Рамблер», одного из тогдашних лидеров Рунета, занять должность директора по разработке и исследованиям.

#### «Рамблер»
Илья Сегалович (1964—2013), сооснователь «Яндекса», в то время поисковика Рунета № 2 после «Рамблера», счёл новое назначение Ашманова сильным стимулом к развитию собственного проекта:
На тот момент у нас было два конкурента: Игорь Ашманов с точки зрения технологий и «Рамблер» с точки зрения рынка и денег. Что больше всего подстёгивало, так это новость о том, что Игорь Ашманов приходит в «Рамблер». Мы поняли, что надо торопиться.
В январе 2001 года Ашманов стал исполнительным директором «Рамблера». При его участии была обновлена команда, разработано и запущено новое поисковое ядро Rambler 2.0, более двух десятков сервисов портала тех лет, включая новую версию рейтинга-счётчика Rambler’s Top100. Тем не менее, об этом периоде Игорь отзывается без восторга:
Для наших инвесторов Интернет представлял собой короткие деньги. Никто из них не собирался долго развивать Портал как бизнес, выжимая трудную копейку из рекламы, новых сервисов, пользователей. Нет, план был проще — купить, упаковать покрасивее, перепродать какому-нибудь дураку, лучше с Запада. Собственно, меня с командой и наняли упаковать.
О своей работе в «Рамблере» Игорь позднее издал книгу-бестселлер «Жизнь внутри пузыря», описав закулисную деятельность крупной интернет-компании «изнутри». Автор характеризует «Жизнь внутри пузыря» как «назидательно-художественное произведение» и «юмористическую повесть — не трагедию и не драму».
Проработав в «Рамблере» около 1,5 лет, Ашманов застал три смены владельцев этого бизнеса, ни один из которых не был заинтересован в развитии поисковика. В мае 2001 года Игорь ушёл оттуда сразу после назначения новым президентом «Рамблера» стартап-менеджера Антона Носика, имея лишь $2 тыс. в кармане и не имея перспективных идей о своём будущем заработке.

#### «АиП»
«Ашманов и партнёры» («АиП», A&P) — российская компания, специализирующаяся в области информационных технологий, интернет-маркетинга (в частности, поискового маркетинга) и разработки интеллектуальных программных продуктов. Создана в 2001 году. Имеет ряд дочерних предприятий того же профиля. Основатель, основной владелец и глава компании — Игорь Ашманов.

#### «Крибрум»
В 2010 году соосновал компанию «Крибрум», занимающейся разработкой сервиса мониторинга социальных медиа, предназначенного для управления репутацией в Интернете и обеспечения информационной безопасности и стал ее президентом. Дочерние компании «Информатик» (с 2010 занимается технологиями машинной морфологии для нескольких языков); и «Диктум» (с 2011 — технологии машинного синтаксиса и др.).

### Прочее
В 2005 году совместно с Натальей Касперской основал компанию «Наносемантика», связанную с развитием онлайн-сервисов на основе прямого диалога компьютера и пользователя. В 2011 году стал основателем компании RIWW, занимавшейся выпуском приложений для мобильных устройств. В 2012 году основал компанию A&P Media, также связанной с разработкой мобильных приложений. В 2012 году выступил сооснователем компании Wicron, в которой разрабатывались 3D-принтеры и роботы.

## Личное состояние
Первым личное состояние Игоря Ашманова взялся оценить журнал «Финанс». Он проделал это дважды, в 2010 и 2011 годах, — и оба раза оно, по мнению редакции этого закрытого в июле 2011 года делового издания, составляло $50 млн.
В 2012 году журнал «Секрет фирмы» ИД «Коммерсантъ» оценил совокупную стоимость находящихся во владении Ашманова активов в $56 млн. В 2014 году последняя, согласно тому же источнику, сократилась до $22 млн.

## Рейтинги
Игорь Ашманов — «человек года» сетевого конкурса РОТОР 2004 и 2006 годов, в 2008 году он занял в этой номинации второе место. Трижды (в 2006, 2008 и 2009 годах) возглавлял «Великолепную двадцатку Рунета» по версии ЕЖЕ-движения. В 2010 году занял в ней третье место, в 2005 году — четвёртое, в 2007 году — пятое.
Стабильно занимал второе (после Артемия Лебедева) место в «Рейтинге ключевых персон российского рынка digital-маркетинга и веб-разработки» 2012, 2013 и 2014—2018 годов по версии РА Tagline.
В 2011 году журнал Forbes включил Ашманова в топ-30 персон российского интернет-бизнеса.
Кроме того, входил в первую сотню российских интернет-миллионеров по версии журнала «Секрет фирмы» (35 место в 2012 году, 84 место в 2014 году).

## Общественная деятельность

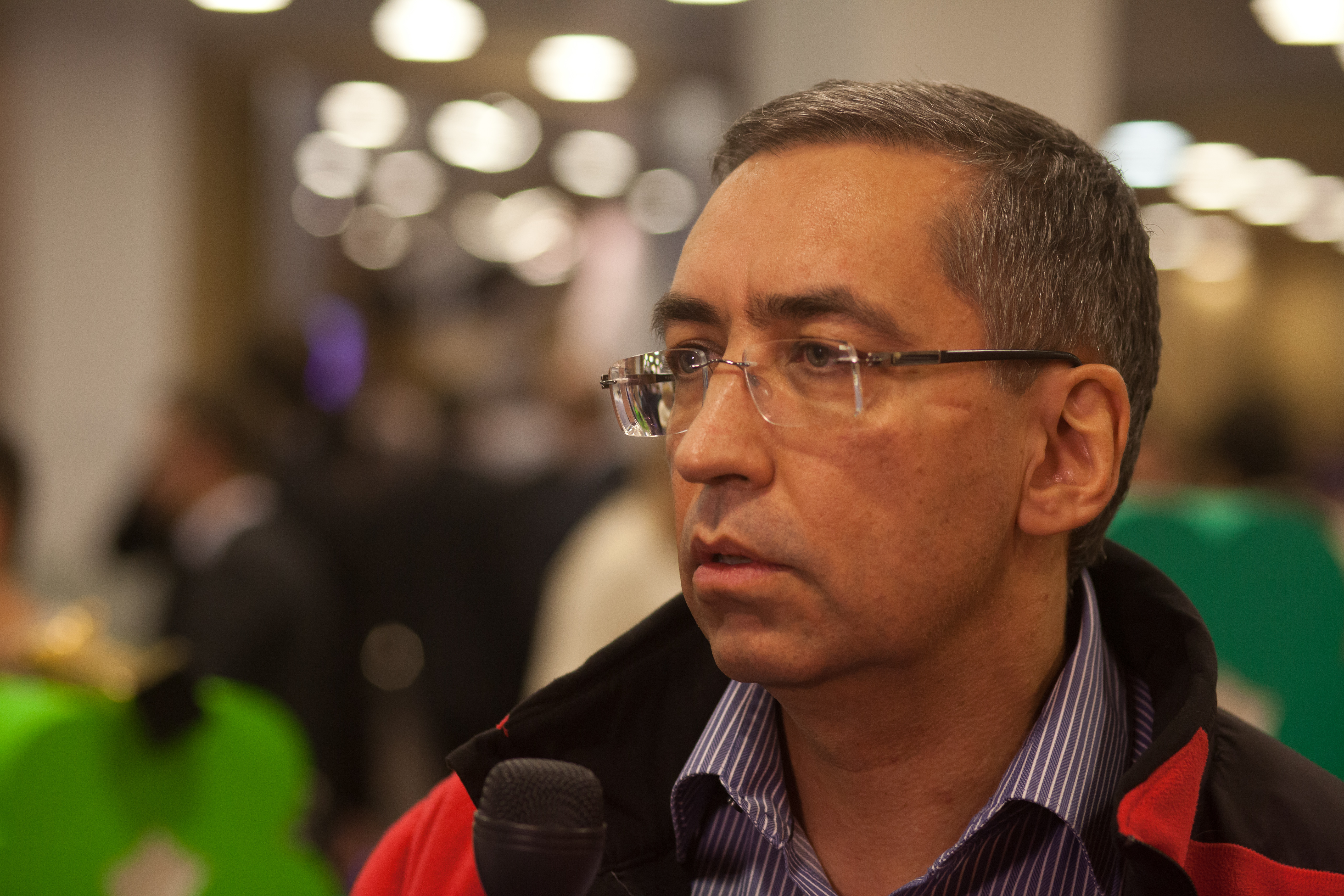
Игорь Ашманов на церемонии вручения «Премии Рунета» (2013)

В 2003 году Игорь Ашманов стал инициатором, соучредителем и ответственным секретарём Национальной коалиции против спама, в которую вошли «Рамблер», Mail.ru, Microsoft Russia, «Лаборатория Касперского», Subscribe.ru, «РТКомм.ру», Data Fort, E-Style, «Петерлинк» и др.
С сентября 2014 года участвует в Менторской программе Фонда «Сколково» в качестве наставника (ментора). В декабре 2014 года Ашманов был избран в состав правления Регионального общественного центра интернет-технологий (РОЦИТ), одной из старейших общественных организаций Рунета.
Является экспертом комиссии по правовым вопросам Российской ассоциации электронных коммуникаций (РАЭК)[обновить данные], членом программного комитета Института развития Интернета (ИРИ)[обновить данные], участником Международного союза интернет-деятелей «ЕЖЕ».
С июня 2012 года — сопредседатель российской политической «Партии Великое Отечество» (ПВО) Николая Старикова.
Совместно с Юрием Синодовым управляет популярным отраслевым IT-изданием Roem.ru.
В ходе президентских выборов 2018 года был доверенным лицом президента РФ Владимира Путина.
С 16 ноября 2020 года — член Совета по правам человека.
В 2024 году являлся доверенным лицом кандидата в президенты России Владимира Путина.

## Санкции
С 25 февраля 2023 года находится под санкциями всех стран Евросоюза за поддержку российской войны: «распространение российской пропаганды и дезинформацию о войне». Кроме того, он «выступал за усиление военной цензуры в Российской Федерации».
С 1 апреля 2023 года находится под санкциями Украины так как «он оправдывал вторжение России и распространял российскую пропаганду и дезинформацию о войне». По аналогичным основаниям, с 2 марта 2023 года, находится под санкциями Швейцарии.

## Преподавательская деятельность
Читал лекции в Военной академии Ракетных войск стратегического назначения и в Военной академии Генерального штаба Вооруженных сил Российской Федерации о больших данных, социальных сетях и информационных войнах.
В 2020 году принял участие в лектории молодежного форума «Территория смыслов», выступив с лекцией под названием «Наша служба и опасна, и трудна: фейки, боты, тролли, провокации в сети, и как мы им противостоим».

## Частная жизнь
Православный христианин, русский. Увлечения — работа, рисование, керамика, горные лыжи, сноуборд.
Женат вторым браком. Первая жена — Нина Всеволодовна Руссова, лингвист, работавшая вместе с Игорем в Вычислительном центре АН СССР и фирме «Информатик» над системой ОРФО, соавтор некоторых его научных трудов. От этого брака имеет двоих детей, Станислава и Ольгу, а также пасынка Всеволода Руссова. Сын Станислав возглавляет компанию «Наносемантика».
Вторая супруга (с 2001 года) — Наталья Касперская, IT-предприниматель, первая жена Евгения Касперского. В 2005 году у Игоря и Натальи родилась дочь Александра, в 2009-м — Мария, в 2012 году — Варвара. Кроме того в их семье двое сыновей Касперской от её первого брака — Максим и Иван.

## Награды
В 2020 году был награжден почетной грамотой президента РФ «за заслуги в становлении и развитии российского сегмента сети „Интернет“».